# Āydūghmūsh (ort i Iran)
Āydūghmūsh (persiska: آيدوغموش) är en ort i Iran.   Den ligger i provinsen Östazarbaijan, i den nordvästra delen av landet, 400 km väster om huvudstaden Teheran. Āydūghmūsh ligger 2 104 meter över havet och antalet invånare är 155.
Terrängen runt Āydūghmūsh är huvudsakligen kuperad. Āydūghmūsh ligger nere i en dal. Runt Āydūghmūsh är det ganska glesbefolkat, med 47 invånare per kvadratkilometer. Närmaste större samhälle är Davah Tāqī, 16,1 km nordost om Āydūghmūsh. Trakten runt Āydūghmūsh består i huvudsak av gräsmarker.